# Julius von Grawert

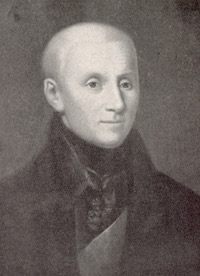
Julius August Reinhold von Grawert

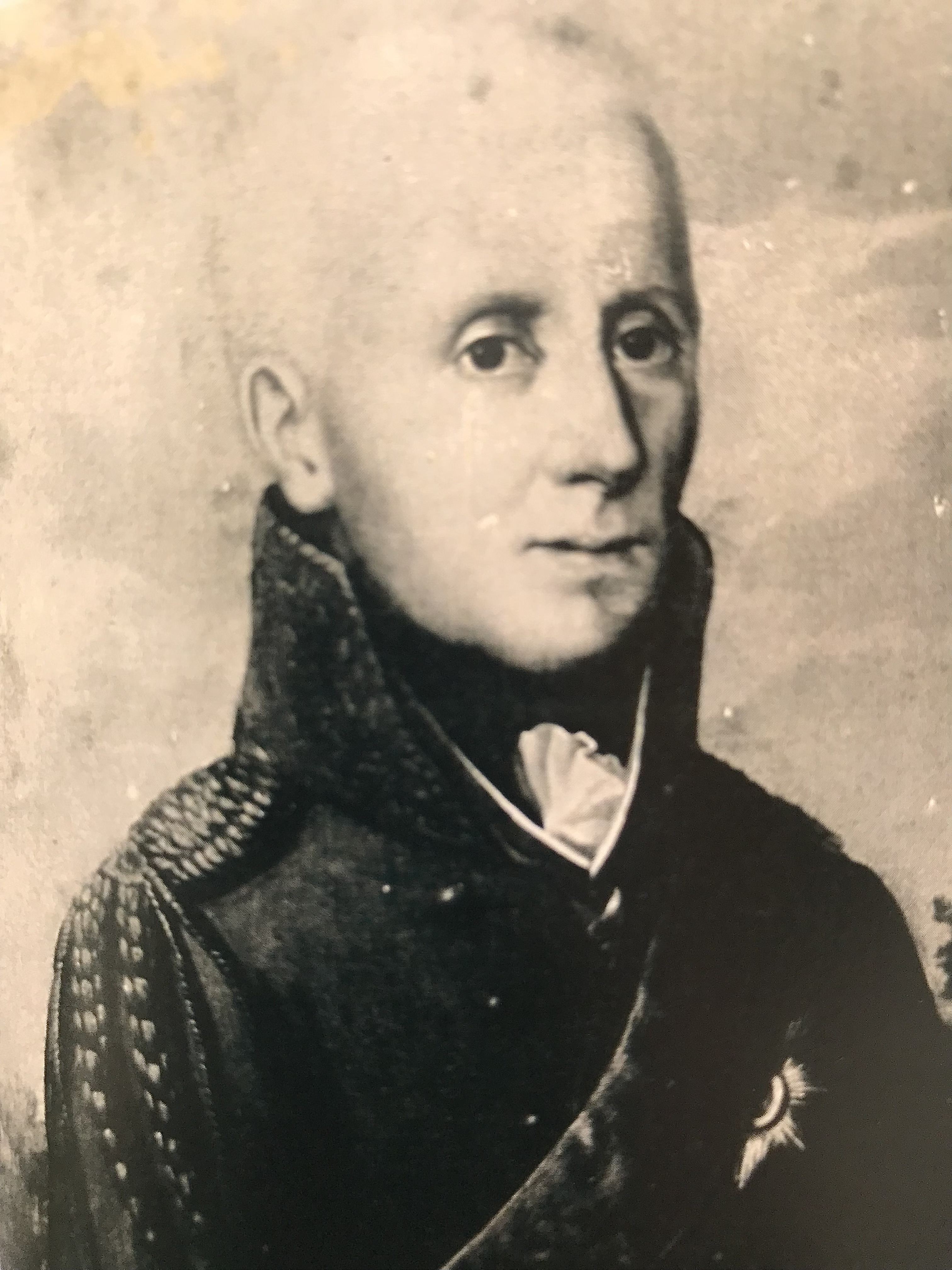
Julius von Grawert mit Uniform und dem Hohen Orden vom Schwarzen Adler

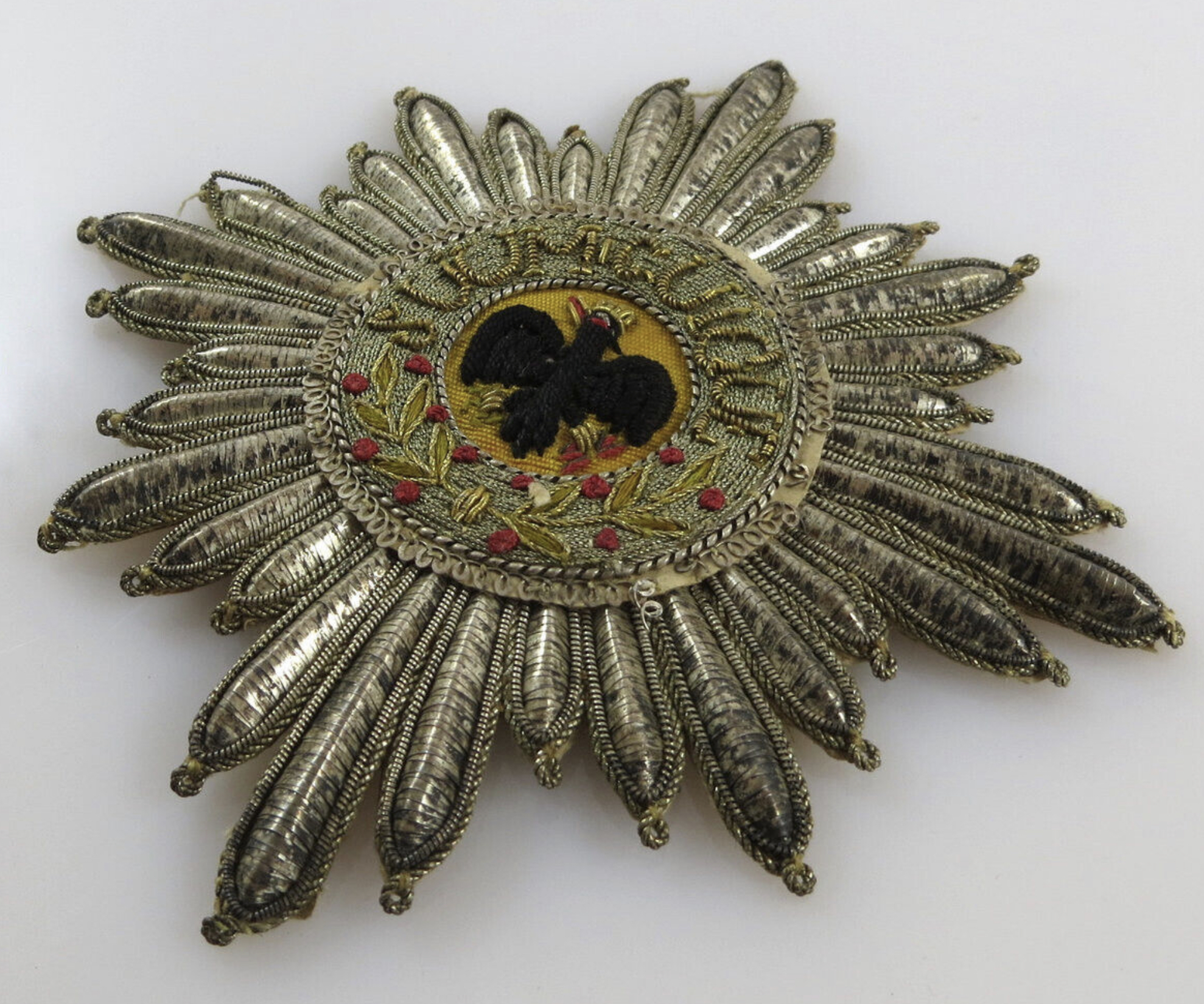
Hoher Orden vom Schwarzen Adler aus dem Jahre 1810

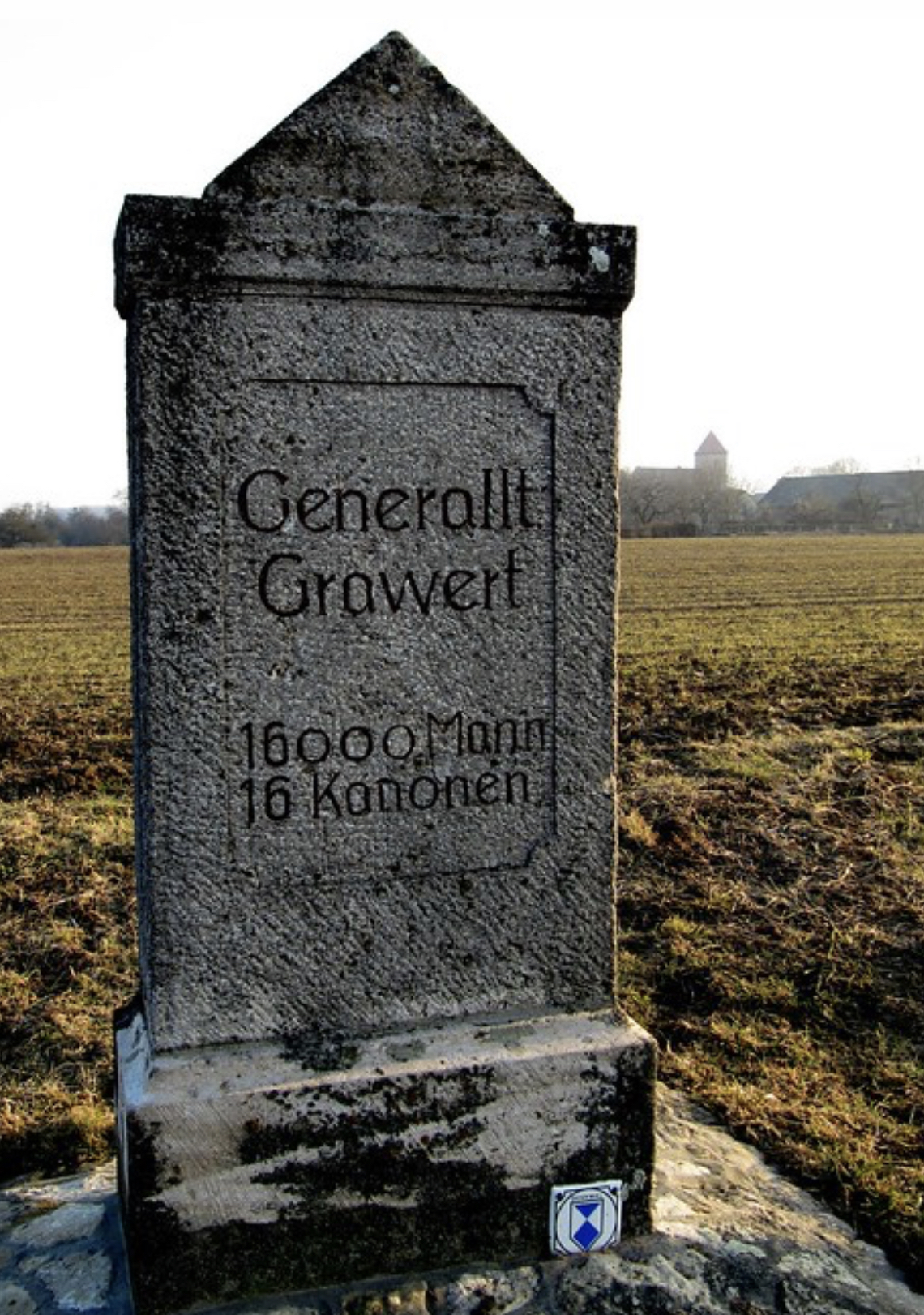
Generallt. Grawert (Julius August Reinhold von Grawert 1746–1821) Gedenkstein mit Blick auf die Kirche von Vierzehnheiligen.

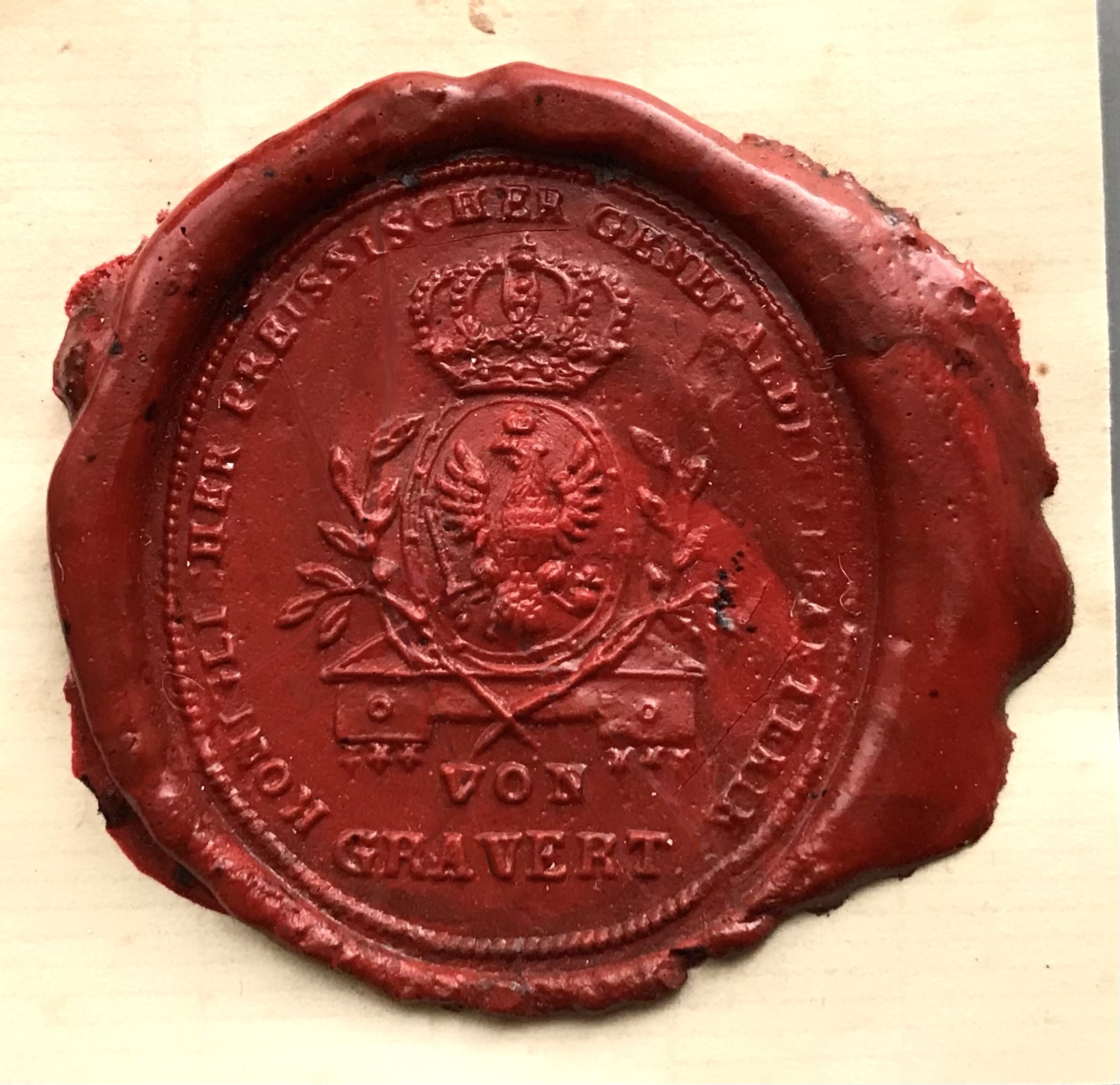
Offizielles Dienstsiegel von Julius von Grawert

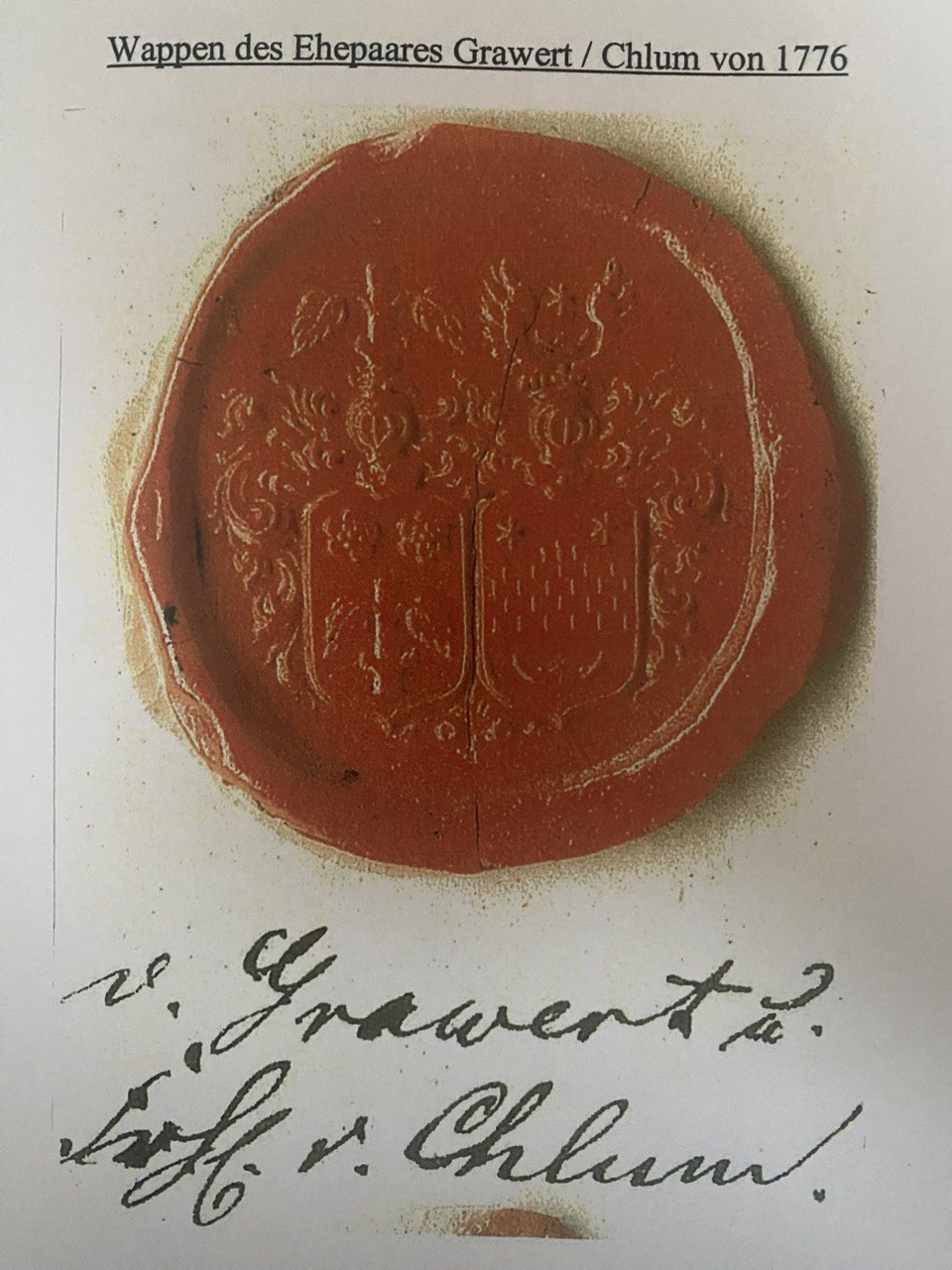
Wappen des Ehepaars Grawert / Chlum von 1776

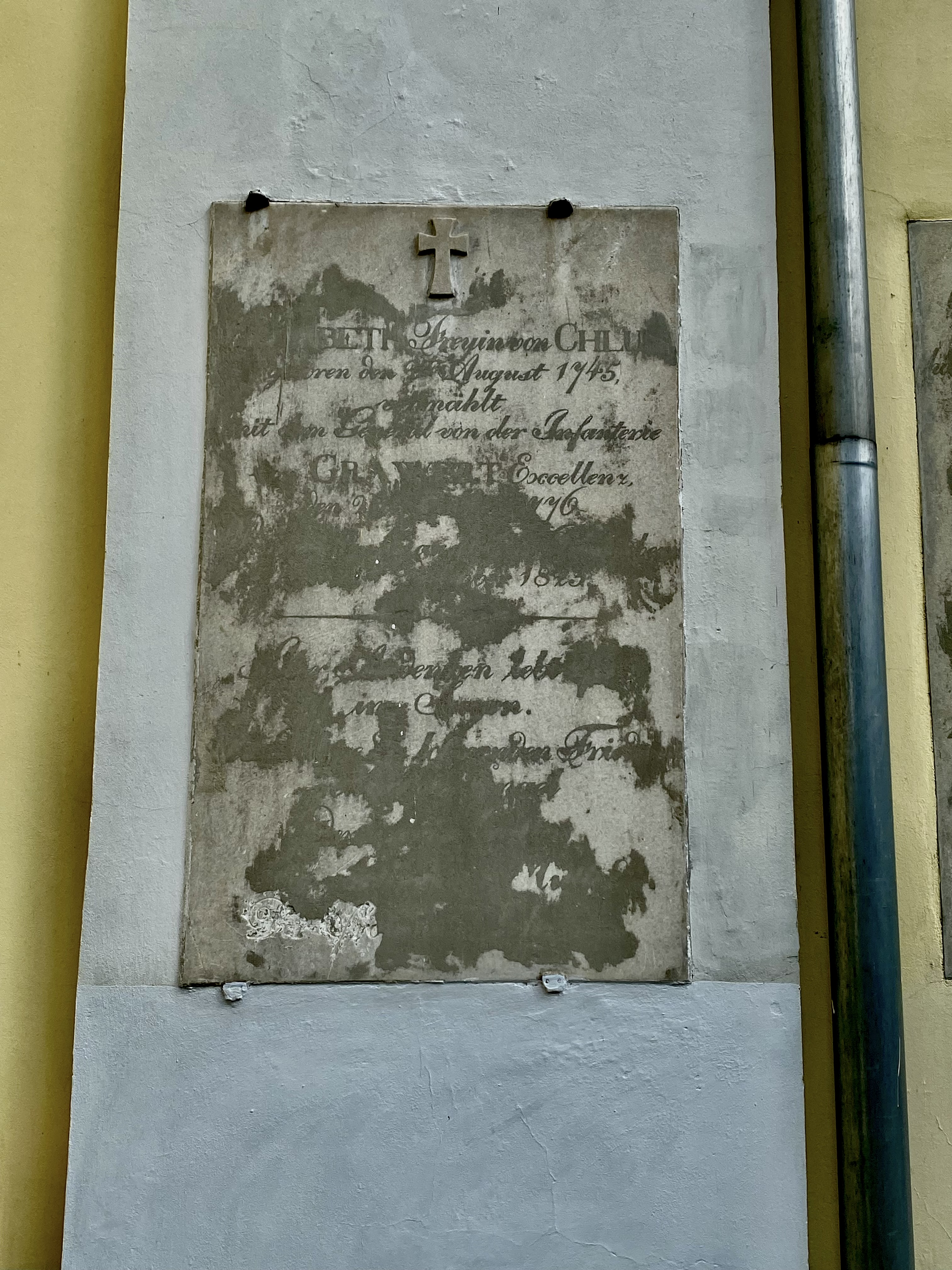
Grabstein an der Pfarrkirchmauer Mariä Geburt in Bad Landeck

Julius August Reinhold von Grawert (* 28. Dezember 1746 in Königsberg, Ostpreußen; † 18. September 1821 in Oberthalheim/Landeck, Grafschaft Glatz) war ein preußischer General der Infanterie.

## Leben
Julius war der Sohn von Johann Benjamin von Grawert (1709–1759) und dessen Ehefrau Christiane Sophie, geborene von Schollenstern (1717–1796).
Grawert trat am 1. Mai 1759 als Gefreiterkorporal in das Infanterieregiment „von Tauentzien“ der Preußischen Armee ein. Als Kommandeur des Infanterieregiments „Herzog von Braunschweig“ und Amtshauptmann von Wetter in der Grafschaft Mark erhielt Grawert am 27. Mai 1789 den Orden Pour le Mérite. Grawert war Mitglied der Militärischen Gesellschaft. Nachdem er am 20. Mai 1805 Generalleutnant geworden war, fungierte er ab 1. August 1807 als Kommandierender General in Schlesien und war Gouverneur dieser Provinz. In dieser Stellung schlug ihn König Friedrich Wilhelm III. am 9. September 1810 zum Ritter des Schwarzen Adlerordens.
Am 24. März 1812 folgte seine Beförderung zum General der Infanterie. Als solcher hatte er den Oberbefehl über das preußische Hilfskorps während Napoleons Russlandfeldzug im Jahr 1812 inne. Im selben Jahr wurde er krankheitsbedingt durch den General Yorck abgelöst. Er zog sich auf seinen Landsitz bei dem Kurort Bad Landeck im niederschlesischen Kreis Habelschwerdt zurück, wo Grawert am 24. März 1820 mit einer jährlichen Pension von 4.000 Talern in den endgültigen Ruhestand versetzt wurde.
Grawert war militärwissenschaftlich tätig und erstellte neben einer großen Anzahl von Karten und Plänen auch eine Abhandlung über die Schlacht bei Pirmasens im Jahr 1793.

### Familie
Grawert war seit 1776 mit Franziska Elisabeth Freiin von Chlum (1745–1825) verheiratet, deren Grabstein an der Kirchhofsmauer in Bad Landeck erhalten ist.

## Werke
- Ausführliche Beschreibung Der Schlacht Bei Pirmasenz, Den 14. September 1793 In Drei Abschnitten, Nebst Einem Bataillen-Plan Und Dazu Gehöriger General-Charte. Horvath, Potsdam 1796. Digitalisat